# Hortipes contubernalis
Hortipes contubernalis là một loài nhện trong họ Corinnidae.
Loài này thuộc chi Hortipes. Hortipes contubernalis được miêu tả năm 2000 bởi Bosselaers & Rudy Jocqué.